# Podozyt

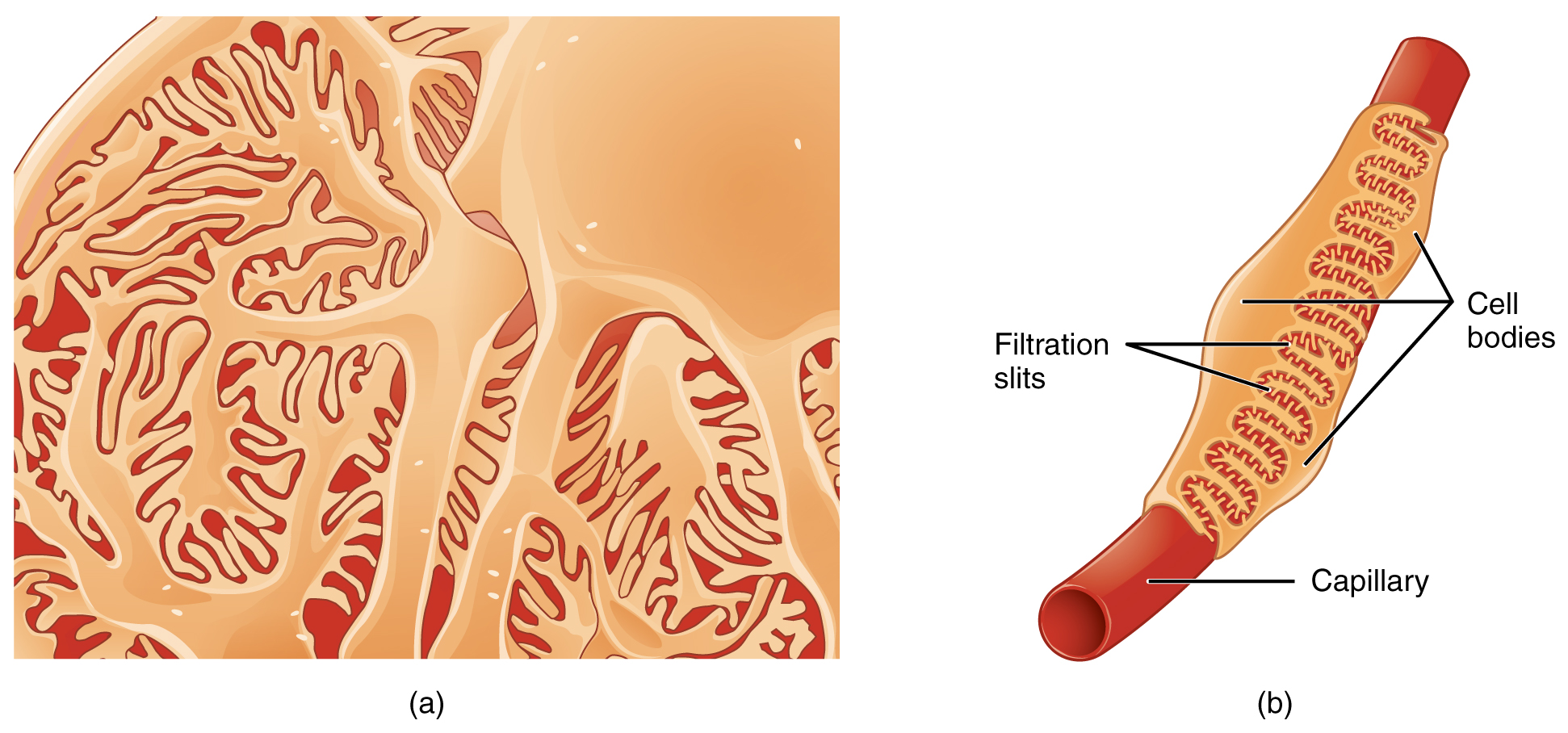
Podozyten umschließen einen Abschnitt des Glomerulums. Zwischen den Podozytenfortsätzen sind zahlreiche Filtrationsschlitze sichtbar.

Die Podozyten (von altgriechisch πούς poús – Genitiv ποδός podós = ‚Fuß‘ und altgriechisch κύτος kýtos, deutsch ‚Höhlung‘ → ‚Zelle‘) sind Zellen der Nierenkörperchen. Sie bilden das innere Blatt der Bowman-Kapsel und sind daher, zusammen mit der Basalmembran, für die Filterfunktion der Nieren von besonderer Bedeutung. Aufgrund ihrer äußeren Form – vielfach miteinander verzahnter Fortsätze – werden sie auch als Fußzellen und wegen ihrer Funktion als Filtrationsschlitze oder Nierenfilterzellen bezeichnet.
Sie sind nur für Moleküle bis zu einer molaren Masse von etwa 70 Kilodalton (kDa) durchlässig. Das entspricht Molekül-Durchmessern von bis zu 16 Nanometern (andere Angaben: 4 bis 5 nm). Das nennt man Größenselektion. Eine sogenannte Permselektivität kann zusätzlich die Filtration von kleinen erwünschten (also nicht harnpflichtigen) Stoffen in Abhängigkeit von ihrer elektrischen Ladung verhindern. Im Gegensatz zu den Tubuli ist die Fähigkeit der Glomerula zur Selektion hinsichtlich der Homöostase jedoch sehr begrenzt. Die Podozyten sind damit Teil der Blut-Harn-Schranke. Eine weitere Aufgabe der Podozyten bezieht sich auf die Selbstreinigung des glomerulären Filters. Vermutlich sind sie zusammen mit den Endothelzellen auch für die Lieferung neuen Basalmaterials verantwortlich.
Die Podozyten sind als Teil der Bowmanschen Kapsel (zusammen mit den Glomerula, deutsch: Nierenknäuelchen) in den Nierenkörperchen enthalten. Jedes Malpighische Nierenkörperchen bildet zusammen mit dem zugehörigen Nierenkanälchen (Tubulus) ein Nephron (von altgriechisch νεφρός nephros, deutsch ‚Niere‘) als kleinste funktionelle Untereinheit der Niere von Menschen und Säugetieren. Die menschliche Niere verfügt über etwa eine Million Nephrone, jedes enthält zahlreiche Podozyten.

## Aufbau
Jedes Malpighische Nierenkörperchen (lateinisch Corpusculum renale) besteht aus einem Glomerulum und einer Bowmanschen Kapsel. Die Podozyten sitzen am viszeralen Blatt der Bowmanschen Kapsel, also unmittelbar außen am Glomerulum. Jede Bowmansche Kapsel beherbergt viele Fußzellen. Jede Fußzelle (Podozyt) hat viele Zellfüße; diese heißen Podozytenfüßchen. Bei diesen Podozytenfüßchen unterscheidet man die langen Primärfortsätze von den kurzen Sekundärfortsätzen. Ein Sekundärfortsatz wird auch als Cytopodium (wörtlich ‚Zellfuß‘) bezeichnet.
Die sekundären Fortsätze verzahnen sich über Transmembranproteine (Nephrin und Podocin) mit den benachbarten Podozyten. Dabei wird Nephrin durch das CD2-assoziierte Protein zusammen mit Podocin und α-Aktinin-4 verankert. Die Sekundärfortsätze überbrücken so einen kleinen Spaltraum mit einer Breite von etwa 20–30 nm (andere Angabe: 30–40 nm). Diese Lücke (Filtrationsschlitz) wird als Schlitzpore oder als Schlitzmembran bezeichnet wird. Außerdem nennt man sie Schlitzdiaphragma, weil sie den Spaltraum durch ein Diaphragma verschließt.
Dieses die Zellzwischenräume durchspannende proteinerges Schlitzdiaphragma verkleinert die Porengröße auf 4 bis 5 nm und ist undurchlässig für Moleküle, die schwerer als 50 kDa sind. Manche Quellen sehen diese Grenze auch bei 70 kDa. An ihrer apikalen Membran sind die Podozytenfortsätze von einer anionischen Glykokalyx bedeckt.
Über die Anzahl der Podozyten und Zytopodien in einem Nephron gibt es in den Lehrbüchern keine Angaben. Ebenso fehlen Hinweise für einen Zusammenhang zwischen diesen Zahlen und dem Schweregrad (Stadien 1 bis 5) einer Niereninsuffizienz. Außerdem gibt es keine therapeutischen Empfehlungen zur Behandlung von Podozytenkrankheiten. Mitunter wird die Abgrenzung zwischen Glomerulum und Podozyt nicht streng eingehalten. So spricht ein Lehrbuch von „glomerulären Podozyten“, obwohl die Podozyten außerhalb der Glomerula liegen.

## Forschungsgeschichte
Im dreiteiligen Nierenband mit 3000 Seiten im Handbuch der inneren Medizin fehlte noch 1968 eine Erwähnung der Podozyten. Allerdings fehlen die Begriffe Podozyt und Podozytopathie auch in einem aktuellen Lehrbuch zu Nierenerkrankungen im Kindes- und Jugendalter.
Maxim Zetkin und Herbert Schaldach definierten die Podozyten erstmals 1973 in der 5. Auflage ihres Wörterbuches der Medizin (WdM) als „Epithelzellen des Glomerulum der Niere. Sie besitzen zahlreiche Füßchen auf der glomerulären Basalmembran. Zwischen den Füßchen liegen die Schlitzporen.“ Analog definierte 1973 das Reallexikon der Medizin und ihrer Grenzgebiete einen Podozyt als „Glomerulusdeckzelle: der Basalmembran des viszeralen Blattes der Glomeruluskapsel mit fußartigen Fortsätzen aufsitzende Epithelzelle.“ Willibald Pschyrembel verzeichnete die Podozyten in seinem Klinischen Wörterbuch erstmals 1982 in der 254. Auflage. Er definierte sie als „Deckzellen des inneren Blattes der Bowman-Kapsel. Besitzen zahlreiche Füßchen, die von den Fortsätzen dieser Zellen ausgehen und ineinandergreifend der Basalmembran aufsitzen“, ohne auf ihre Funktion einzugehen.

## Funktion
Die Filtrationsbarriere besteht aus drei Komponenten: dem fenestrierten Endothel, der glomerulären Basalmembran und den Podozyten. Für die Funktion der Podozyten wichtige Proteine sind unter anderen Podoplanin, Nephrin und Podocin, deren kürzliche Entdeckung das Wissen um die Podozytenfunktion wesentlich erweitert hat.
Die Podozytenfortsätze bilden mit den ihnen aufsitzenden Transmembranproteinen das letzte und feinste Filter der Blut-Harn-Schranke. Die Podozyten sind damit die wichtigste morphologische Grundlage für die Bildung des Ultrafiltrats. Die Schlitzmembran ermöglicht nur kleinmolekularen Stoffen (zum Beispiel Wasser, Elektrolyte, Glukose) die Passage. Diese Stoffe bezeichnet man als harnfähig. Moleküle mit einem Gewicht von mehr als 70 kDa (zum Beispiel Blutzellen und Makromoleküle) werden zurückgehalten. Das Ultrafiltrat heißt auch Primärharn; die Primärharnbildung pro Zeitspanne ist die glomeruläre Filtrationsrate oder Kreatininclearance. Man spricht von der filtrativen Nierenfunktion in Abgrenzung zur Rückresorption in den Tubuli.
An der Aufrechterhaltung der Blut-Harn-Schranke ist die negativ geladene (anionische) Glykokalyx beteiligt; sie wird von den Podozyten gebildet und bedeckt die apikalen Membranen der Podozytenfortsätze. Die Glykokalyx trägt zur Ladungsselektivität (Permselektivität, abgeleitet von Permeabilität) der glomerulären Filtration bei. Wegen ihrer anionischen Ladung ist die Glykokalyx impermeabel für anionische Moleküle (zum Beispiel für Albumine). Deswegen werden Anionen schlechter filtriert als Kationen oder ungeladene Moleküle.

## Pathophysiologie
Ein aktuelles Lehrbuch der Nierenheilkunde erklärt den Pathomechanismus der immunologischen Schädigung der glomerulären Kapillaren wie folgt: Immunkomplexablagerungen an den Podozyten führen zusammen mit Oxidanzien zur Schädigung der glomerulären Kapillaren mit einer Proteinurie. Eine entzündliche Schädigungskaskade führt zusammen mit Fibrin zu einer extrakapillären Proliferation.

## Podozyten-Krankheiten
Die Podozyten sind maßgeblich an der glomerulären Filtration und damit an der renalen Clearance beteiligt. Der Einfluss der einzelnen Podozytopathien auf GFR und Clearance ist Gegenstand moderner Forschung. An den Oberflächenproteinen der Podozyten kann es zu reversiblen oder zu irreversiblen Schäden kommen. Mechanische Schäden bedingen einen Podozytenverlust.
Primäre Podozytopathien haben häufig einen genetischen Hintergrund mit Mutationen, die die Funktion von Strukturproteinen der Filtrationsbarriere oder von Proteinen beeinflussen, die an der Regulation des Aktin-Zytoskeletts beteiligt sind. Sekundäre Podozytopathien sind die Folge anderer Krankheiten, die auch einen genetischen Hintergrund haben können. Beispiele für Ursachen sekundärer Podozytenkrankheiten sind Stoffwechselerkrankungen wie Diabetes mellitus, eine alimentär bedingte Adipositas und Funktionsstörungen des Immunsystems.
Bei der fokal segmentalen Glomerulosklerose fanden Forscher eine „Minimal Change Disease (MCD) mit unauffälliger Lichtmikroskopie, aber elektronenmikroskopisch nachweisbarer schwerer Podozytenschädigung“. „Vereinfacht betrachtet kann man sagen, dass Schädigungen an den Podozyten und Schlitzmembranen ein nephrotisches Syndrom verursachen, während Endothelläsionen sowie Defekte der Basalmembran eher mit einem nephritischen Syndrom assoziiert sind.“ In Einzelfällen zeigt die Nierenbiopsie nach einer Covid-19-Impfung eine Glomerulopathie in Form einer fokal segmentalen Glomerulosklerose (FSGS) oder einer Minimal-Change-Glomerulopathie (MCGP).
Sowohl genetische als auch erworbene Schädigungen des Podozyten verursachen eine Retraktion der Fußfortsätze, die Pseudo-Fußfortsatzverschmelzung, die mit einer Änderung der Struktur der Schlitzmembran einhergeht (Kriz 1997). Eine solche Retraktion der podozytären Fußfortsätze imponiert als Fusion derselben. Ähnlich erwähnt Gerd Harald Herold die Podozytenerkrankung mit einer „Ablösung der Podozyten-Fortsätze von der glomerulären Basalmembran mit Entwicklung einer Proteinurie“ und außerdem mit einer „Verschmelzung der Fußfortsätze der Podozyten.“
Im Zuge entzündlicher Prozesse (Glomerulonephritis) der Glomeruluskapillaren kann es zu einer Insuffizienz der Blut-Harn-Schranke mit Verlust der negativen Ladungseigenschaften und mit einer Porenvergrößerung kommen. Makromoleküle können unabhängig von ihrem Molekülradius und unabhängig von ihrer elektrischen Ladung die Membran passieren. Es kommt zur Hämaturie und zur Albuminurie (Proteinurie).

## B7-1-Expression von Podozyten
Unter bestimmten Umständen können Podozyten auch B7-1 als Oberflächenprotein (CD80) exprimieren, besonders bei proteinurischen Nierenerkrankungen. Diese B7-1-positiven Podozyten haben eine reduzierte Bindung an die umgebende extrazelluläre Matrix über β1-Integrin. Eine klinische Studie mit fünf Patienten mit einer primären oder rezidivierten fokal segmentalen Glomerulosklerose, die B7-1-positive Podozyten aufweisen, zeigte bei allen Patienten eine teilweise oder komplette Remission der Proteinurie unter der Behandlung mit Abatacept, einem Fusionsprotein aus dem Peptid CTLA und Immunglobulin. Abatacept ist dabei ein Inhibitor des costimulierenden B7-1-Moleküls auf der T-Zelle, das bereits erfolgreich bei der Therapie der rheumatoiden Arthritis eingesetzt wird.